# Rainer Sennewald
Rainer Sennewald (* 18. November 1951 in Dresden) ist ein deutscher Geologe und Sachbuchautor. 

## Leben
Sennewald studierte von 1972 bis 1976 an der Bergakademie Freiberg Geotechnik. Anschließend war er bis 1979 als Steiger in der Grube in Altenberg tätig. Er kehrte anschließend an die Bergakademie Freiberg zurück, wo er sich am Lehrstuhl von Eberhard Wächtler mit der Geschichte der Produktivkräfte befasste. Dort wurde er 1985 zur Thematik Probleme des wissenschaftlichen und technischen Fortschritts im Bergbau im Gefolge der industriellen Revolution in den fortgeschrittensten europäischen Staaten (1770–1870) zum Dr. phil. promoviert. Gutachter waren neben Eberhard Wächtler noch Wolfgang Dietze und Otfried Wagenbreth. Ab 1993 war er als Geotechniker für die GEOS Ingenieurgesellschaft mbH in Freiberg tätig, bei der er unter anderem Baugrund-, Bergbau- und Tunnelprojekte betreute.
Sennewald ist Verfasser zahlreicher geo- und montangeschichtlicher Bücher und Aufsätze, vornehmlich zum Erzgebirge. Ein Schwerpunkt liegt auf Feld- und Archivarbeiten zum Bergbau in Altenberg und Zinnwald. Seit Ende der 1980er Jahre gehört er dem Redaktionsbeirat der Erzgebirgischen Heimatblätter an.

## Schriften (Auswahl)
- Probleme des wissenschaftlichen und technischen Fortschritts im Bergbau im Gefolge der industriellen Revolution in den fortgeschrittensten europäischen Staaten (1770–1870), Diss. Freiberg 1985, DNB 107700804X.
- (mit Lothar Riedel) Fragen, Antworten zum erzgebirgischen Bergbau von August Beyer aus dem Jahr 1727 (= Schriftenreihe Akten und Berichte vom sächsischen Bergbau, Heft 6), Kugler, Kleinvoigtsdorf 1998, DNB 953363368
- (mit Wolfgang Barsch) Bergbau, Aufbereitung und Schmelzwesen in der Grundherrschaft Lauenstein unter dem Bergmeister Friedrich Gottlieb Richter (1. Hälfte 18. Jh.), (= Schriftenreihe Akten und Berichte vom sächsischen Bergbau, Heft 13), Kugler, Kleinvoigtsdorf 1998, DNB 955632412
- (mit Wolfgang Barsch, Roland Symmangk) Der Bericht des Johann Jacob Heinrich Weiß über den Altenberger Zinnbergbau aus dem Jahre 1792: Zur Ausbildung und Berufslaufbahn des Oberhüttenverwalters Johann Jacob Heinrich Weiß (1769–1824) (= Schriftenreihe Akten und Berichte vom sächsischen Bergbau, Heft 49), Kugler, Kleinvoigtsdorf 2008, DNB 988071320.
- (mit Wolfgang Barsch) Montanregion Erzgebirge: Eine faszinierende Fotodokumentation aus den Jahren 1906 bis 1944 von Markscheider Dr. Paul Schulz, Bildverlag Böttger, Witzschdorf 2016, ISBN 978-3-937496-76-4.